# Byttneria loxensis
Byttneria loxensis är en malvaväxtart som beskrevs av C.L. Cristobal. Byttneria loxensis ingår i släktet Byttneria och familjen malvaväxter. Inga underarter finns listade i Catalogue of Life.